# Scio (New York)
Scio è un comune degli Stati Uniti d'America, situato nello stato di New York, nella contea di Allegany.